# Descubierta (F-51)
La corbeta Descubierta (F-51) (no confundirla con la Descubierta (F-31) construida en los años 80) fue un escolta costero sencillo y económico de la Armada Española, que a pesar de su sencillez dio bastantes quebraderos de cabeza a la industria naval española de la época para construirlas.
Recibía su nombre en honor recuerdo de la fragata Descubierta mandada por el capitán Alejandro Malaspina, y que realizó una expedición científica por el Atlántico y el Pacífico. 

## Historia
Fue el único de los buques de su clase que no se modernizó con la ayuda procedente de los Estados Unidos debido a los problemas que sufrió en su construcción los por la falta de materiales de buena calidad en la España de la postguerra, por lo que se decidió no modernizarla.
La F-51 prestó servicio durante toda su vida útil en Guinea Ecuatorial, hasta después de la independencia de la colonia en 1968. En marzo de 1969, durante la crisis diplomática entre España y Guinea Ecuatorial, participó en la evacuación de los Españoles residentes en Guinea Ecuatorial, junto al crucero Canarias, el Cañonero Pizarro (F-31) y el petrolero Teide (A-11) y los buques de transporte Aragón (TA-11)  y Castilla (TA-21).
Tras retornar a la península, fue dado de baja y desguazado en 1970.

### Buques de la clase
- Atrevida (F-61)
- Princesa (F-62)
- Diana (F-63)
- Nautilus (F-64)
- Villa de Bilbao (F-65)